# Oscar Conta
Oscar Ignacio Conta (n. 30 de agosto de 1991, Metán, Provincia de Salta) es un piloto argentino de automovilismo de velocidad. Iniciado en el ambiente de los karts, desarrolló su carrera deportiva a nivel nacional debutando en el año 2009 en la Fórmula Renault Argentina, para luego incursionar en las divisionales de la categoría de turismos Top Race. Entre 2013 y 2014, fue partícipe en la divisional Top Race Series, donde obtuvo buenos resultados. Tras esta participación, en 2015 debutó en la divisional TRV6 donde compite actualmente. A lo largo de su carrera deportiva en esta categoría, identificó a sus unidades con el número 30.
Entre sus relaciones personales, es sobrino del también piloto Walter Conta que fuera campeón de categorías zonales y tuvo participaciones en las divisionales Top Race Junior y Top Race Series. Al mismo tiempo, su primo Mario Facundo supo acompañarlo en gran parte de su carrera deportiva, siendo compañeros de equipo en reiteradas ocasiones.

## Trayectoria
| Año       | Categoría                          | Automóvil               |
| --------- | ---------------------------------- | ----------------------- |
| 2006-2008 | Piloto de karts                    | Karting                 |
| 2009      | Debut en Fórmula Renault Argentina | Tito 02-Renault         |
| 2010      | Fórmula Renault Argentina          | Tito 02-Renault         |
| 2011      | Fórmula Renault Argentina          | Tito 02-Renault         |
| 2013      | Debut en Top Race Series           | Volkswagen Passat V     |
| 2014      | Top Race Series                    | Volkswagen Vento Series |
| 2014      | Top Race Series                    | Ford Mondeo Series      |
| 2015      | Debut en Top Race V6               | Ford Mondeo III         |
| 2016      | Top Race V6                        | Mercedes-Benz C-204     |
| 2016      | Top Race V6                        | Volkswagen Passat CC    |
| 2017      | Top Race V6                        | Mercedes-Benz C-204     |
| 2017      | Top Race V6                        | Ford Mondeo III         |

- [3]

### Trayectoria en Top Race
| Temporada | Categoría       | Vehículo                | Equipo              | Posición final     |
| --------- | --------------- | ----------------------- | ------------------- | ------------------ |
| 2013      | Top Race Series | Volkswagen Passat V     | GT Racing           | 17º (27.00 puntos) |
| 2014      | Top Race Series | Volkswagen Vento Series | Guidi Competición   | 7º (24.00 puntos)  |
| 2014      | Top Race Series | Ford Mondeo Series      | Octanos Competición | 7º (24.00 puntos)  |
| 2015      | Top Race V6     | Ford Mondeo III         | Octanos Competición | 21º (50.00 puntos) |
| 2016      | Top Race V6     | Mercedes-Benz C-204     | RV Racing Sports    | 28º (0.00 puntos)  |
| 2016      | Top Race V6     | Volkswagen Passat CC    | MS Sportteam        | 28º (0.00 puntos)  |
| 2017      | Top Race V6     | Mercedes-Benz C-204     | Sportteam           | 17º (17.00 puntos) |
| 2017      | Top Race V6     | Ford Mondeo III         | Sportteam           | 17º (17.00 puntos) |